# Departamento Federal dos Negócios Estrangeiros
O Departamento Federal dos Negócios Estrangeiros é um dos sete departamentos do Conselho Federal Suíço, o "Département fédéral des affaires étrangères (DFAE)".
Este departamento ocupa-se de coordenar a política exterior da Suíça e a sua actividade baseia-se em cinco políticas exteriores que favoreçam a coexistência  pacífica dos povos, promova o respeito dos direitos humanos, salvaguardem os interesses da economia suiça no estrangeiro, e preservem os recursos naturais,
Associada a estas funções há ainda a de sua representabilidade, ou seja a nomeação de representantes oficiais e de embaixadores e cônsul. O cônsul é o principal orgão de ligação entre os Suíços que se encontram no estrangeiro e as autoridades na Suíça, além de ser o representante nesse país. 

## Serviços
Este departamento ocupa-se de vários serviços como o de conselho aos viajantes, actividades comerciais na Suíça, Suíços no estrangeiro, Serviço de conferências, ajuda aos estrangeiros, representações.
Actualmente está dividido da seguinte maneira:
- Secretariado Geral: Coordenar as pastas destinadas ao Parlamento e Conselho Federal, e da Informação
- Presença Suíça: Encarregada da imagem da Suíça no estrangeiro (conferências, reunião com a média), e participação a  grandes manifestações internacionais ou nacionais
- Secretariado do Estado: interlocutor do Conselho Federal com assuntos relacionados com as relações exteriores
- Direcção Política: a base da política exterior Suíça assegurando-se bi-lateralmente dos contactos com os outros estados, e multi-lateralmente da unidade da política suíça nas organizações internacionais.